# Sorna
La sorna (Persa سورنا, سُرنا sornā o سورنای, سُرنای sornāy) es un instrumento de viento de doble lengüeta. Una pequeña cantidad de aire es forzada a presión a través de un tubo pequeño de metal que sirve para sostener la doble lengüeta y unirla al tubo o taladro del sorna. Esto requiere que el ejecutante se asegure, como en el toque de oboe, que vacíe sus pulmones de aire cuando realiza una nueva inhalación.
El sorna es mayormente tocado en Irán (Lorestan, Chahar Mahaal, Bakhtiari, Kordestan), y en Azerbaiyán. 

## Enlaces
- Video - ShahMirza Moradi tocando el sorna

- Datos: Q825246
- Multimedia: Sorna / Q825246